# VRIO
VRIO는 기업의 더 큰 전략적 스킴의 일부를 구성하는 비즈니스 분석 프레임워크이다. 모든 기업이 경험하는 기초적인 전략 프로세스는 비전 문구로 시작되며 목적, 내부 및 외부 분석, 전략적 선택(비즈니스 레벨과 기업 레벨에서 모두), 전략적 구현을 통해 진행해 나간다. 기업은 이러한 프로세스가 기업이 운영하는 시장에서 경쟁적 이득을 발생시킬 희망한다.
VRIO는 이러한 절차적 내부 분석 단계를 거치지만 전략적 모델의 단계가 무엇으로 분류되는지에 관계 없이 단지 기업의 모든 자원과 능력을 평가하는 프레임워크로서 사용된다.
VRIO는 경쟁 잠재력을 결정할 자원이나 능력에 관해 질의되는 네 개의 질의 프레임워크의 두문자어이다: 가치(Value), 희소성(Rarity), 모방(Imitability: 모방의 쉽고 어려움), 조직(Organization: 자원이나 능력을 활용하는 능력).
- 가치(Value)에 관한 질의: "기업이 자원/능력을 가지고 기회를 이용하거나 외부 위협을 완화시킬 수 있는가?"
- 희소성(Rarity)에 관한 질의: "상대적으로 자원/능력이 희소한 가운데에서 이것들을 통제할 수 있는가?"
- 모방(Imitability)에 관한 질의: "모방하기 어려운가? 자원/능력의 취득, 개발, 복제를 시도하려는 기업에 상당한 비용적 불이익이 있는가?"
- 조직(Organization)에 관한 질의: "기업이 자원/능력을 조직, 준비, 이용할 수 있는가?" "기업이 가치를 포착하기 위해 조직되어 있는가?"[1]

## 조직의 질의
| 가치가 있는가? | 희소한가? | 모방에 비용이 많이 들어가는가? | 조직에 의해 최대한 활용되는가? | 경쟁적 영향                   |
| -------------- | --------- | ------------------------------ | ------------------------------ | ----------------------------- |
| 아니오         |           |                                |                                | 경쟁적 불이익                 |
| 예             | 아니오    |                                |                                | 경쟁적 동등성(parity)         |
| 예             | 예        | 아니오                         |                                | 일시적인 경쟁적 이익          |
| 예             | 예        | 예                             | 아니오                         | 활용되지 않는 경쟁적 이익     |
| 예             | 예        | 예                             | 예                             | 일관된(sustained) 경쟁적 이익 |

## 같이 보기
- PEST 분석
- SWOT 분석
- 경영
- 경영전략론